# 크리스토프 (겨울왕국)
크리스토프 비요르그먼(영어: Kristoff Bjorgman)은 월트 디즈니 애니메이션 스튜디오의 제53회 장편 애니메이션 영화 《겨울왕국》(2013년)과 단편 애니메이션 영화 《겨울왕국 열기》(2015년), 《올라프의 겨울왕국 모험》(2017년)에 등장한 가공 인물이다. 목소리는 조너선 그로프가 주로 맡았다.
크리스토프는 동료 순록 스벤과 함께 살고 있는 사미인 얼음 장수이다. 독신의 삶을 선호하긴 하지만 아렌델 안나 공주를 도와 북쪽 산에서 그녀의 언니 엘사를 찾는다.

## 개발

### 기원 및 개념
초기 개발 과정에서 한스의 눈의 여왕에서와 마찬가지로 크리스토프의 원래 이름은 카이였으나 나중에 카이와 강도 소녀(눈의 여왕#등장인물 참고)의 조합으로 설계되었다.

### 음성
음성은 주로 조너선 그로프가 출연하였으나 아이였을 때의 소리 역은 타이어 브라운(Tyree Brown)이 맡았다.

### 육체적 모습
크리스토프는 키가 크고 강인하고 잘생겼으며 그의 나이는 20대 초반이다. 넓은 어깨, 큰 손발, 그리고 근육이 있다. 안나 공주에 비해 상당히 체격이 큰 편이며 바로 섰을 때 6피트 키이다.

## 반응
《콜라이더》(Collider)의 작가 매트 골드버그(Matt Goldberg)는 크리스토프와 안나의 관계는 서로의 결점을 보완한다고 언급하였다.